# Nick Pitera

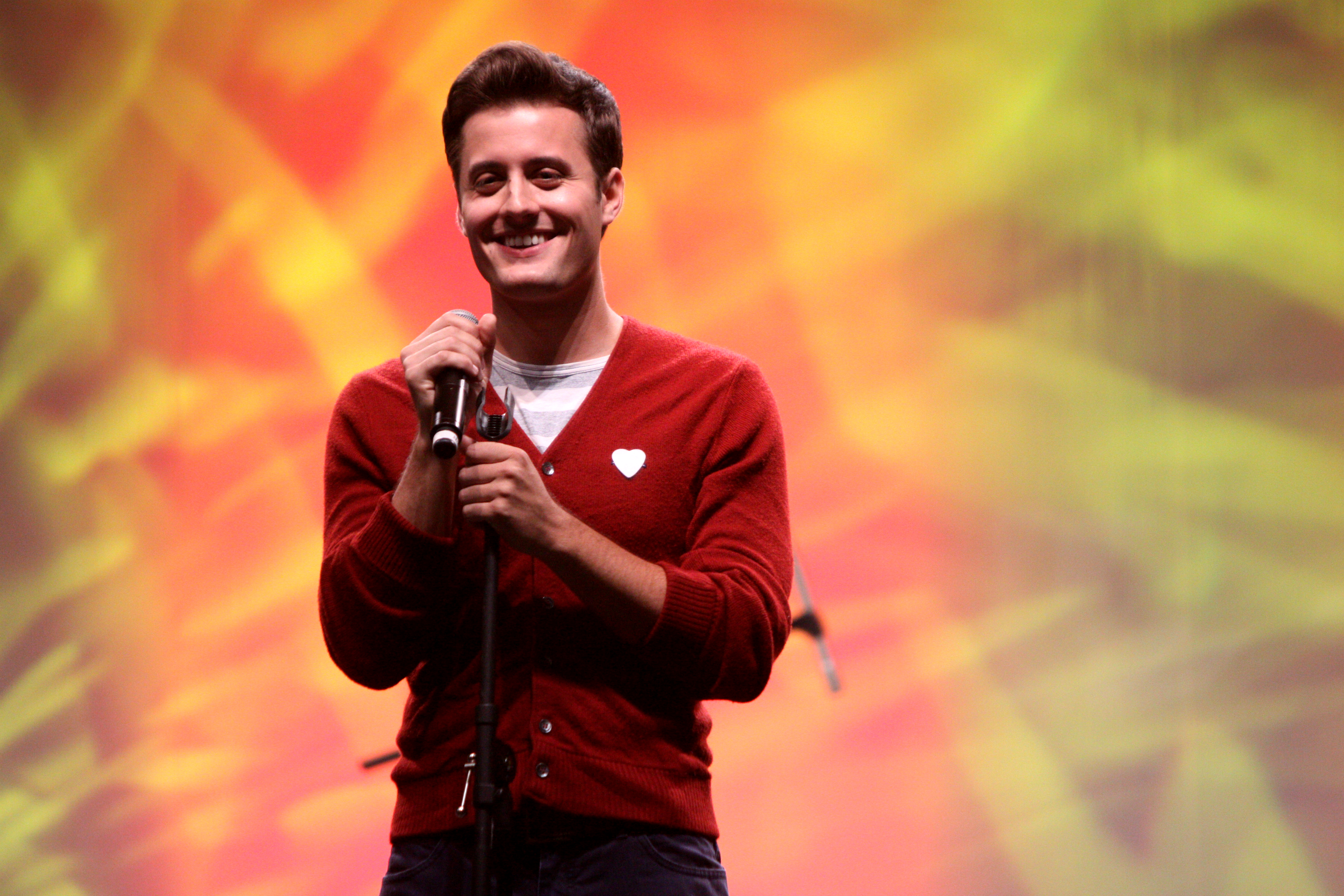
Nick Pitera auf der VidCon 2012 im Anaheim Convention Center in Anaheim, Kalifornien

Nicholas Joseph „Nick“ Pitera (* 7. März 1986 in Woodbury, Minnesota) ist ein US-amerikanischer Sänger, der durch seine Youtube-Videos Aufmerksamkeit erlangte.

## Leben
Ab 1990 lebte er für 4 Jahre in Waterloo, Belgien. Nick Pitera arbeitet momentan als Trickfilmzeichner bei Pixar Studios.
Pitera war unter anderem auch bei Ellen DeGeneres zu Gast, wo er das Lied „A Whole New World“ aus Disneys Aladdin sang, durch das er auf Youtube am meisten Beachtung erlangte.
Er veröffentlichte seine erste eigene Single „Better Days“ auf iTunes und Amazon am 4. Dezember 2012.
Pitera erhielt einen Bachelor of Fine Arts in Computeranimation des „Ringling College of Art and Design“.

## Gesangsstil
Pitera ist für seine wandelbare Stimme, mit der er durch Falsetto feminine Stimmhöhen erreicht, durch sein Cover des zweistimmigen Disney-Liedes „A Whole New World“, bei dem er beide Stimmen singt und zwischen dem Part der Jasmine und dem des Aladdin wechselt, bekannt. Er begann das Singen mit vier Jahren.

## Youtube-Video-Erscheinungen
2006 erstellte er unter dem Pseudonym „goonieman86“ seinen Youtube-Account/Channel. 2007 veröffentlichte er das mit mehreren 10 Millionen Aufrufen bekannteste unter seinen Videos.
Im Jahr 2011 veröffentlichte Pitera sein „One Man Disney Movie“ im „‚Brady Bunch‘ Raster-Stil“; eine achtminütige Compilation von Filmmusicals verschiedener Märchen wie „Die Schöne und das Biest“ und „Verwünscht“, mit deren Rollen der Helden und Heldinnen, Bösewichte, Kumpel und Chöre.
2012 veröffentlichte Pitera unter den Titeln „One Man Phantom of the Opera“ und „One Man Les Miserables“ Medley-Covers von Andrew Lloyd Webbers Phantom der Oper und Claude-Michel Schönbergs Les Misérables.